# Gabre Gabric
 Ljubica „Gabre“ Gabric-Calvesi (* 17. Oktober 1914 (nach anderen Quellen am 14. Oktober 1917) in Imotski; † 16. Dezember 2015 in Brescia) war eine italienische Leichtathletin kroatischer Herkunft. 1936 wurde sie bei den Olympischen Spielen in Berlin Zehnte im Diskuswurf.

## Leben
Geboren in der Kleinstadt Imotski, Österreich-Ungarn (heute Kroatien), zog Gabric in jungen Jahren nach Chicago. Einige Jahre später kehrte sie zurück und lebte in Zadar, das nach dem Ersten Weltkrieg zu Italien gehörte. 1934 begann sie mit dem Diskuswurf. Zwei Jahre später nahm sie bereits an den Olympischen Spielen teil, wo sie die Zehnte von 19 Teilnehmerinnen wurde und den italienischen Rekord von Vittorina Vivenza brach. 1938 nahm sie an den Leichtathletik-Europameisterschaften in Wien teil und belegte Platz 6. Ihre damalige persönliche Bestleistung (1939: 43,35 m) hätte 1936 für eine Olympiamedaille gereicht, aber wegen des Zweiten Weltkrieges fanden in ihrer besten Zeit keine Olympischen Spiele statt. Sie gewann viermal die italienische Meisterschaft (1937, 1939, 1940, 1942). Bei den Olympischen Sommerspielen 1948 in London wurde sie jedoch nur 17. von 21. Ihr letzter bedeutender Wettkampf waren die Leichtathletik-Europameisterschaften 1950, wo sie den siebten Platz belegte. Aber auch danach blieb sie weiterhin lange Jahre aktive Sportlerin und gewann als Seniorin mehrere European und World Masters Athletics Championships im Diskuswurf, Speerwurf und Kugelstoßen. 2010 trat sie in dem Dokumentarfilm Herbstgold auf, wo sie sich als eine von fünf betagten Sportlern auf die nächsten World Masters Athletics Championships vorbereitete.
Beruflich war Gabric als Journalistin tätig. Sie war mit dem italienischen Hürdenläufer Sandro Calvesi (1913–1980) verheiratet und hatte zwei Kinder. Ihre Tochter Lyana ist die Frau des Leichtathleten Eddy Ottoz und Mutter des Hürdenläufers Laurent Ottoz. Ihre letzten Lebensjahre verbrachte Gabric in Brescia.